# Aliel Machado
Aliel Machado Bark (Ponta Grossa, 26 de fevereiro de 1989) é um político brasileiro filiado ao Partido Verde (PV). Atualmente exerce o mandato de deputado federal pelo Paraná.

## Vida pessoal
Aliel Machado nasceu em 26 de fevereiro de 1989 na Vila Hilgemberg, no bairro Nova Rússia, bairro onde mantém residência até os dias de hoje. Filho de Sueli da Conceição Machado Bark e Ali Nayef Bark, é o mais velho de quatro irmãos. Pouco antes do período da primeira campanha para vereador, perdeu o irmão mais novo, Samuel, em um acidente em 2008.
Começou a trabalhar ainda bem novo, trabalhando como engraxate e carregando sacolas na feira da Benjamin Constant (Feira do Produtor) para ajudar em casa. Um programa da prefeitura na gestão Jocelito Canto (1996-2000) o ajudou a continuar na escola. Atualmente é casado com Thays Tizon, com quem tem um filho.
Iniciou os estudos em pedagogia na Universidade Estadual de Ponta Grossa (UEPG), mas não concluiu visto a incompatibilidade de horário com a atuação de vereador.
Em 2023, Aliel foi agraciado com o título de Doutor Honoris Causa pela Universidade Estadual de Ponta Grossa.

## Carreira política
Sempre envolvido com movimentos estudantis, na juventude Aliel foi presidente do grêmio estudantil do Colégio Estadual Presidente Kennedy, onde estudava. Em 2005 passou a presidir a UMESP (União Municipal dos Estudantes de Ponta Grossa). Foi também militante da União da Juventude Socialista (UJS), onde organizou manifestações por um transporte público de qualidade a preço justo e reivindicações para o meio passe para estudantes. Ingressou no PCdoB em 2007, aos dezoito anos de idade.
Nas eleições municipais foi candidato a vereador em Ponta Grossa pela primeira vez em 2008, ficando como um dos suplentes. Após as eleições, foi escolhido presidente regional da Paraná Esportes, desenvolvendo um trabalho pelo esporte em todo o Estado.
Em 2012, foi novamente candidato, sendo eleito o terceiro vereador mais votado da Câmara (3.371 votos) pelo Partido Comunista do Brasil (PCdoB). Assumiu a presidência da Câmara de Vereadores, aos 23 anos, o mais jovem da história, e tomou medidas importantes pela transparência, como a instalação de rastreadores em todos os veículos do legislativo, corte no gasto com celulares, fim das horas-extras exorbitantes, corte no salário dos vereadores que faltavam sem justificativa, entre outras. Tudo isso contribuiu para melhorar a imagem do legislativo municipal perante a população. Por incompatibilidade na agenda, trancou o curso de Pedagogia, que cursava na Universidade Estadual de Ponta Grossa (UEPG).
Foi candidato a prefeitura de Ponta Grossa pela coligação Cidade forte e para todos, formada pela Rede Sustentabilidade, PTN, PR, PT, PMDB, PTC e pelo PTdoB, tendo José Elizeu Chociai (PTN) como vice na chapa. No primeiro turno, obteve 28,15% dos votos válidos, o que representa 49.611 votos. No segundo turno contra o atual prefeito Marcelo Rangel (PPS), Aliel Machado obteve 79.008 votos, 30 mil a mais que no primeiro turno.

### Câmara dos Deputados
Em 2014 foi candidato a deputado federal, sendo eleito como o deputado federal mais votado na história em Ponta Grossa, com 82.884 votos no total (61 mil somente em Ponta Grossa), e o mais novo deputado federal do Paraná, com 25 anos, a assumir a 55ª Legislatura aos 25 anos de idade.
Em setembro de 2015, anunciou sua saída do PCdoB e o ingresso no recém-criado Rede Sustentabilidade.
Na Comissão da Câmara que avaliou o relatório do Impeachment , foi o único deputado do Paraná a votar contra o processo que acusava a presidente Dilma Rousseff de crime de responsabilidade. Propôs, em seu voto, nova eleição direta para a presidência, e criticou a permanência do presidente da Casa, deputado Eduardo Cunha (PMDB).
Atualmente, na Câmara Federal, Aliel é membro da Comissão Permanente de Educação, suplente da Comissão de Constituição e Justiça e relator da Comissão Especial de Revisão das Medidas Educativas do Estatuto da Criança e do Adolescente (ECA). Como relator, já visitou os estados do Rio Grande do Sul, Paraná, Rio de Janeiro, Minas Gerais, além de promover audiências públicas também no Distrito Federal (DF), juntamente com o presidente da Comissão, deputado Pompeo de Mattos (PDT). Atividades tomadas pelo parlamentar na Câmara, podem ser observadas também como o pedido de cassação do ex-presidente Eduardo Cunha (PMDB) e também do ex-senador petista Delcídio do Amaral, além  das votações nas reformas propostas pelo Governo Temer. Aliel se manifestou duramente contra a Reforma da Previdência e votou contra a Reforma Trabalhista e a Lei da Terceirização. Prevendo a retirada de direitos proposta por Temer na “Ponte para o Futuro”, o parlamentar foi um dos primeiros a pedir nova eleição como única forma de devolver a credibilidade e a estabilidade necessárias ao país.
Em fevereiro de 2018 anunciou sua saída da REDE e o ingresso ao Partido Socialista Brasileiro, ao lado do deputado Alessandro Molon (RJ).
Em 2021, foi eleito presidente da Comissão de Ciência e Tecnologia, Comunicação e Informática da Câmara dos Deputados do Brasil.
Em 2022 foi novamente candidato a Deputado Federal pelo PV, sendo o 18° mais votado, totalizando 94.839 votos, sendo eleito novamente Deputado Federal.

Em 2024 disputou novamente a eleição para a prefeitura de Ponta Grossa. Foi derrotado ainda no primeiro turno, ficando em quarto lugar, atrás de Mabel Canto e Elizabeth Schmidt que foram as candidatas que disputaram o segundo turno e também do deputado estadual Marcelo Rangel, que ficou em terceiro lugar. Ao final da disputa, a prefeita Elizabeth foi reeleita com 53,72% dos votos válidos.